# Копирэффект
Копирэффе́кт — нежелательное копирование записанных сигналов из-за влияния одних участков записи на другие. 

## Копирэффект в магнитной записи
Копирэффект в магнитной записи проявляется из-за того, что при хранении записанной магнитной ленты, намотанной на катушку либо сердечник, её сильно намагниченные участки намагничивают ленту в смежных витках; при воспроизведении такие вторичные «отпечатки» воспринимаются как запаздывающее или опережающее эхо. Копирэффект явно заметен тогда, когда «отпечатки» совпадают с паузами основного сигнала; особенно сильно он проявляется в аудиозаписях устной речи и театральных постановок, в которых короткие громкие фрагменты соседствуют с относительно длинными паузами.
Уровень копирэффекта может составлять от −60 до −30 (в наихудших обстоятельствах) дБ относительно уровня сигнала-«донора». Относительный уровень копирэффекта зависит от состава магнитного слоя, толщины ленты, спектра записанного сигнала, температуры и времени хранения, и «магнитной истории» ленты:
- чем меньше размер частиц магнитного слоя, тем интенсивнее копирэффект[4];
- наибольший копирэффект наблюдается на частотах, при которых длина волны записанного сигнала в 6,3 раза превосходит толщину ленты[3]. Например, в компакт-кассетах (скорость протяжки ленты 4,76 см/с, толщина ленты 9…18 мкм) максимуму соответствуют частоты 420… 840 Гц. На бо́льших и меньших частотах интенсивность копирэффекта резко спадает;
- чем выше температура, тем выше копирэффект. Зависимость его уровня от температуры практически линейная: с ростом температуры на 1 градус относительный уровень копирэффекта возрастает на 0,3…0,4 дБ[5];
- чем дольше лента хранится в смотанном виде, тем выше копирэффект[6];
- чем больше времени прошло между записью ленты и её намоткой на катушку, тем ниже копирэффект[6]. Наименьший копирэффект достигается в промышленных дупликаторах, в которых записанная лента сбрасывается внавал в просторный контейнер, и лишь потом, когда явления последействия в магнитном слое ленты угаснут, «заряжается» в кассеты.
- чем больше времени прошло между размоткой катушки и воспроизведением, тем ниже копирэффект. Его «отпечатки» содержат и необратимые, и обратимые составляющие; для снятия обратимой намагниченности достаточно размотать ленту. За десять минут «отпечатки» ослабевают примерно на 3 дБ. Предельное ослабление копирэффекта, примерно 6…8 дБ, происходит за один-два часа[7].

## Копирэффект в грамзаписи
Копирэффект в грамзаписи возникает из-за деформации стенки между канавками при достижении предельно допустимой амплитуды смещения резца рекордера (подробности в статье Кривая RIAA#Геометрические ограничения при записи).